# امای
امای یا اومای، (ترکی باستان: 𐰆𐰢𐰖، ترکی آذربایجانی و ترکی استانبولی: Umay) الهه باروری در اساطیر ترکی و تنگریسم است. ، مادران و کودکان با مربوط است. اومای شبیه الهه ‎های مادر زمین است که در ادیان مختلف دیگر یافت می شود.

## ویژگی‌ها
اومای به عنوان مادر و زن به تصویر کشیده شده است. او کارهای نیک انجام می‌دهد. تعیین کننده فرزندانی است که باید به دنیا بیایند. سه شاخ دارد. او در لباس سفید است. موهای سفید و نقره‌ای دارد که تا زمین می رسد. پیر به نظر نمی رسد، میانسال است. او می تواند به شکل یک پرنده باشد و بال داشته باشد. او صاحب درخت زندگی است. از کودکان محافظت می کند. او فراوانی را در زمین تقسیم می‌کند. به اطرافش نور می تابد. گاهی اوقات می تواند عصبانی شود و مردم را بترساند. آنهایی که فرزندی ندارند به او فداکاری می کنند. او در آسمان زندگی می کند. گاهی به زمین فرود می آید. او با یک قو یا یک اسب برازنده در کنار او به تصویر کشیده شده است. از زنان باردار و بچه حیوانات محافظت می‌کند.
موجودات خیالی مانند اوماجی، هوما، اومو، هوممو و... توسط او فرستاده می‌شوند. اما معانی ترسناکی به آنها تعلق می گیرد. مرگ کودکان اغلب در خانه هایی اتفاق می افتد که او از کودکان محافظت نمی کند و در این مورد او را «قارا اومای» (اومای مشکی) خطاب می‌کنند. گاهی به آن همای می‌گویند و معانی ادغام شده با پرنده هما دارد. او می تواند خود را به عنوان یک پرنده آبی و سفید مبدل کند. همچنین به روح خلاقی به نام «آما خانم» مرتبط است.

## ریشه‌شناسی
از ریشه (Um/Om) گرفته شده است. از ریشه امید، آرزو، ترس می آید. معنی جفت را نیز حفظ می کند. به معنای محافظ، دلسوز است. Umaç به معنای هدف است. اومای نیز به معنای انتخاب گوینده، متمایز شدن است. Umay نیز در مغولی به معنای رحم است. در زبان Tungusic، ریشه Omo / Umu به معنای تخم گذاری است. در ترکی قدیم به معنای Uma / Umat / ubat، در Tungusic Omah / Umah و در یاکوت به معنای Umay است که رابطه آن را با od نیز آشکار می کند.